# El Refugio, Villa Hidalgo
El Refugio är en ort i Mexiko.   Den ligger i kommunen Villa Hidalgo och delstaten Zacatecas, i den centrala delen av landet, 400 km nordväst om huvudstaden Mexico City. El Refugio ligger 2 119 meter över havet och antalet invånare är 1 715.
Terrängen runt El Refugio är platt åt sydväst, men åt nordost är den kuperad. Runt El Refugio är det ganska glesbefolkat, med 45 invånare per kvadratkilometer. Närmaste större samhälle är Villa Hidalgo, 5,2 km öster om El Refugio. Omgivningarna runt El Refugio är i huvudsak ett öppet busklandskap.